# トワ (ドラゴンボール)
トワは、鳥山明の漫画『ドラゴンボール』のゲーム作品に登場する架空のキャラクター。ここでは、このキャラクターが作り出したミラについても説明する。

## 概要
トワは漫画『ドラゴンボール』本編に登場したダーブラの妹。もともとは、『ドラゴンボールオンライン』のために作り出されたキャラクターだったが、この作品は日本でサービスが開始する前に海外の配信のみで終了したため、日本国内での作品の初登場は『ドラゴンボール ゼノバース』。暗黒魔界製の人造人間ミラを作り出した暗黒魔界きっての女性科学者。
ミラは暗黒魔界の戦士。その正体はトワが開発した暗黒魔界の人造人間。

## デザイン
ドラゴンボールオンラインでトワ、ミラのキャラクターデザインはグラフィックデザイナーの幹大樹が担当。ミラについては幹大樹がデザインした物を鳥山明が手直ししている。

## トワ
声：勝生真沙子

### 『ドラゴンボールオンライン』
『ドラゴンボールオンライン』では、ミラを使い、様々な軍勢を率いて歴史改変を行おうとする黒幕として描かれていく。
タイムマシンクエストでは、過去の世界（原作の時代）で、レッドリボン軍のドクター・ゲロに技術提供をしていたり、フリーザ一味にサイヤ人の残党がいる情報を提供したりしていた。150年前（ゲーム本編の150年前）にはミラを使い新ナメック星を崩壊。また、現代（ゲーム本編の時代）でもレッドパンツ軍やピッコロ大魔王が生み出した魔族や未だに残るフリーザ軍の残党を使い、侵攻を仕掛けていた。

### 『ドラゴンボール ゼノバース』
実験と称して歴史改変を繰り返し、敵味方問わず戦士たちからキリ（気）を集め、ミラを強化し最強の戦士にすることで兄の代わりにミラを新たな暗黒魔界の王にしようとしていた。
ミラが主人公に敗北すると撤退。その後、彼の破壊された体から何かを回収する。DLC第2弾では『ドラゴンボールGT編』を経た主人公たちと対決する。

### 『ドラゴンボールヒーローズ』
ゴッドミッション第3弾に暗黒魔界に関わる重要キャラクターとして登場。兄のダーブラのことは「お兄様」と呼んでいる。
暗黒トワ
第5弾では地獄の力を手にいれた姿。『ドラゴンボールGT』関連のキャラクターとともに悪事を働く。
魔神トワ
『スーパードラゴンボールヒーローズ』でメチカブラの為、暗黒ドラゴンボールを集めるようと兄のダーブラや味方になったグレイビーやプティンと共に魔神の力を手にいれた姿。

### 『ドラゴンボール ゼノバース2』
本作では、パラレルワールドに行くことでスラッグ、ターレス、クウラ、ブロリー、ジャネンバなどを配下に歴史改変を行っていく。
歴史改変の混乱により、トキトキのタマゴのエネルギーを奪い、暗黒魔界を復活させようとするが、ミラが暴走を開始したため、主人公たちと一時的に共闘をすることとなる。
倒れたミラに向けて「役立たず」と吐き捨てるが、意識を取り戻していたミラによってタマゴごと吸収されてしまう。通常エンディングでは主人公のかめはめ波によって倒されたミラの口から、「すまない」とトワに対する言葉が向けられた。

### 『ドラゴンボールZ カカロット』
強力な敵「凶敵」を生み出しては各地に出現させる。悟空達が凶敵を倒す事でエネルギーを集め、ミラの復活を目論む。ミラの復活に必要なエネルギーが溜まると界王神界にてミラと共に悟空達を待ち受ける。しかしミラが悟空達に敗れたため、まだミラの力が完全ではなかったと判断して別の歴史へと去って行く。

## ミラ
声：高橋広樹

### 『ドラゴンボールオンライン』
『ドラゴンボールオンライン』では、150年前（ゲーム本編の150年前）に新ナメック星を崩壊させた謎の暗黒魔界の戦士。
トワがドクター・ゲロに技術提供をした見返りとして得た人造人間技術を使用しているため、一部の技術（エネルギーの吸収など）が共通している。
この技術提供により、ドクター・ゲロのコンピュータは世界各地に作られ、現代（ゲーム本編の時代）まで人造人間の開発が続けられることとなる。

### 『ドラゴンボール ゼノバース』
一対一での勝負にこだわる性格で、最強を求める戦士。自分が人造人間という真実は知らなかったが後にトワが自身の創造主であることを知り、彼女を吸収する。

### 『ドラゴンボールヒーローズ』
ゴッドミッション第3弾に暗黒魔界に関わる重要キャラクターとして登場。悟空の細胞が使われているため、かめはめ波や元気玉を使えるほか、セル以上にあらゆる時空の多くの戦士の細胞を組み込まれている。ゼノバースよりトワへの信頼を持ち、創造主の主人であるメチカブラには平伏す。
超ミラ
ゴッドミッション第3弾に登場したミラの強化形態。

### 『ドラゴンボール ゼノバース2』
トワにより復活させられるが、勝利への執念から復活し、トワとトキトキのタマゴを吸収してしまう。
凶悪化ミラ
トワにより魔術をかけられた状態。目が真っ赤に染まっている。
極悪化ミラ
凶悪化よりさらに凶悪の洗脳をさせた状態。
最終形態
最終決戦で暴走してトワとトキトキのタマゴを吸収してしまった状態。『スーパードラゴンボールヒーローズ』ではブロリーダークによって重傷を負ったトワを救うために融合した設定になっている。

### 『ドラゴンボールZ カカロット』
隠しボスとして登場。トワが凶敵と悟空達を戦わせることで集めたエネルギーで復活を果たす。しかし肩慣らしに挑んだはずの悟空達に敗北し、更なるエネルギーを求めてトワと共に別の歴史へと去って行った。